# Gerlospass
Gerlospass er et bjergpas i Alperne, der ligger på grænsen mellem delstaterne Tyrol og Salzburg i Østrig. Gerlospasset forbinder de to bjergkæder Kitzbühel Alperne og Zillertaler Alperne og ligger i en højde af 1.531 m.o.h.
Over passet forbinder en vej byerne Krimml og Gerlos. Vejen er afgiftsbelagt, og er farbar året rundt. Vejen er en del af hovedvej B165 (Gerlos Straße), der forløber fra Mittersill over Gerlospasset til Zillertal. Ved Krimml passerer vejen tæt forbi de store vandfald Krimmlervandfaldene.